# Seznam inscenací Divadla Na zábradlí
Toto je Seznam inscenací Divadla Na zábradlí od roku 1958 do současnosti (aktuální k září 2024).
| číslo | Autor                                                                      | Představení                                  | Režie                                                               | Premiéra           | Derniéra           | Počet repríz | Poznámka                       |
| ----- | -------------------------------------------------------------------------- | -------------------------------------------- | ------------------------------------------------------------------- | ------------------ | ------------------ | ------------ | ------------------------------ |
| 1     | Jiří Suchý, Ivan Vyskočil                                                  | Kdyby tisíc klarinetů                        | Antonín Moskalyk                                                    | 9. prosince 1958   | 24. dubna 1960     | min. 200     |                                |
| 2     | Miloš Macourek                                                             | Jedničky má papoušek                         | František Čech                                                      | 4. ledna 1959      | ?                  | min. 7       |                                |
| 3     | Ladislav Fialka                                                            | Pantomima na zábradlí                        | Ladislav Fialka                                                     | 3. března 1959     | 21. srpna 1972     | 291          |                                |
| 4     | Jiří Suchý, Ivan Vyskočil                                                  | Faust, Markétka, služka a já                 | František Čech                                                      | 27. května 1959    | 24. dubna 1960     | 145*         | *údaj z plakátu                |
| 5     | Ladislav Fialka                                                            | Devět klobouků na Prahu                      | Ladislav Fialka                                                     | 27. ledna 1960     | 10. ledna 1965     | ?            |                                |
| 6     | Jiří Srnec, Hana a Josef Lamkovi                                           | Trochu (černého divadla)                     | Jiří Srnec                                                          | 3. července 1960   | 12. července 1960  | 10           |                                |
| 7     | Pavel Kopta, Miloš Macourek, Ivan Vyskočil                                 | Smutné vánoce                                | Ivan Vyskočil                                                       | 21. října 1960     | 29. prosince 1962  | 320*         | *údaj z plakátu                |
| 8     | Jiří Srnec, Hana a Josef Lamkovi, Miloš Macourek                           | To jsou věci!                                | Jiří Srnec                                                          | 14. prosince 1960  | 14. října 1962     | 109*         | *údaj z plakátu                |
| 9     | Ladislav Fialka                                                            | Etudy (pantomima)                            | Ladislav Fialka                                                     | 21. ledna 1961     | 27. prosince 1993  | 1294         |                                |
| 10    | Václav Havel, Ivan Vyskočil                                                | Autostop                                     | Václav Hudeček                                                      | 14. března 1961    | 29. července 1962  | 260*         | *údaj z plakátu                |
| 11    | Ladislav Fialka                                                            | Cesta (pantomima)                            | Ladislav Fialka                                                     | 9. října 1962      | 2. července 1974   | 387          |                                |
| 12    | Václav Havel, Miloš Macourek                                               | Nejlepší rocky paní Hermanové                | Jan Grossman, Václav Havel                                          | 1. listopadu 1962  | 4. června 1964     | ?            |                                |
| 13    | Claus Hubálek                                                              | Hrdinové v Thébách nebydlí                   | Otomar Krejča                                                       | 16. listopadu 1962 | 26. června 1965    | ?            |                                |
| 14    | 14 českých autorů                                                          | Vyšinutá hrdlička                            | Jan Grossman                                                        | 8. února 1963      | 29. ledna 1966     | 178          |                                |
| 15    | Jiří Srnec, František Kratochvíl, Pavel Kopta                              | Metafory                                     | Jiří Srnec                                                          | 22. června 1963    | 29. června 1963    | 6*           | *údaj z plakátu                |
| 16    | Václav Havel                                                               | Zahradní slavnost                            | Otomar Krejča                                                       | 3. prosince 1963   | 27. července 1968  | min. 250     |                                |
| 17    | Alfred Jarry                                                               | Král Ubu                                     | Jan Grossman                                                        | 16. května 1964    | 11. července 1968  | ?            |                                |
| 18    | Ladislav Fialka                                                            | Nájemník – mezihra z Ionesca (pantomima)     | Ladislav Fialka                                                     | 17. prosince 1964  | 20. května 1966    | 34           |                                |
| 19    | Eugène Ionesco                                                             | Plešatá zpěvačka, Lekce                      | Václav Hudeček                                                      | 17. prosince 1964  | 20. května 1966    | 34           |                                |
| 20    | Samuel Beckett                                                             | Čekání na Godota                             | Václav Hudeček                                                      | 18. prosince 1964  | 21. května 1966    | 33           |                                |
| 21    | Samuel Beckett                                                             | Hra beze slov – mezihra z Godota (pantomima) | Ladislav Fialka                                                     | 18. prosince 1964  | 21. května 1966    | 33           |                                |
| 22    | Václav Havel                                                               | Vyrozumění                                   | Jan Grossman                                                        | 26. července 1965  | 4. června 1968     | ?            |                                |
| 23    | Ladislav Fialka                                                            | Blázni (pantomima)                           | Ladislav Fialka                                                     | 21. září 1965      | 3. července 1974   | 372          |                                |
| 24    | Sławomir Mrożek                                                            | Šetrnost                                     | Jaroslav Gillar                                                     | 8. ledna 1966      | 27. června 1968    | ?            |                                |
| 25    | Friedrich Dürrenmatt, Wolfgang Hildesheimer                                | Kurz pro současníky                          | Václav Sloup, Pavel Špirk                                           | 1. dubna 1966      | 12. dubna 1966     | 6            |                                |
| 26    | Franz Kafka                                                                | Proces                                       | Jan Grossman                                                        | 26. května 1966    | 30. dubna 1968     | ?            |                                |
| 27    | Miloš Macourek                                                             | Hra na Zuzanku                               | Jan Grossman                                                        | 20. prosince 1967  | 22. května 1968    | 22           |                                |
| 28    | Ladislav Fialka                                                            | Knoflík (pantomima)                          | Ladislav Fialka                                                     | 3. dubna 1968      | 4. ledna 1982      | 460          |                                |
| 29    | Václav Havel                                                               | Ztížená možnost soustředění                  | Václav Hudeček                                                      | 11. dubna 1968     | 30. června 1969    | 50           |                                |
| 30    | Henri Rousseau                                                             | Pomsta ruské siroty                          | Jan Grossman, Jaroslav Gillar                                       | 24. října 1968     | 14. ledna 1971     | 130          |                                |
| 31    | Vladimír Holan                                                             | Bolest (pásmo poezie)                        | Jaroslav Gillar                                                     | 29. října 1968     | 29. října 1968     | 1            |                                |
| 32    | William Shakespeare                                                        | Timon (Athénský)                             | Jaroslav Gillar                                                     | 31. ledna 1969     | 27. února 1971     | 56           |                                |
| 33    | Milan Kundera                                                              | Ptákovina                                    | Václav Hudeček                                                      | 12. května 1969    | 16. září 1970      | 103          |                                |
| 34    | Václav Nývlt                                                               | Nejkrásnější způsob umírání                  | Josef Henke                                                         | 29. října 1969     | 25. listopadu 1969 | 9            |                                |
| 35    | Jiří Bednář                                                                | Muž, který přišel do jiného stavu            | Jiří Bednář                                                         | 11. listopadu 1969 | 28. března 1970    | 34           |                                |
| 36    | Fernando Arrabal                                                           | Architekt a císař asyrský                    | Jaroslav Gillar                                                     | 2. prosince 1969   | 4. prosince 1971   | 67           |                                |
| 37    | Anatole France                                                             | Názory pana Jeronyma Coignarda               | Jaroslav Gillar                                                     | 27. února 1970     | 24. března 1971    | 47           |                                |
| 38    | Pásmo sovětské poesie                                                      | Slovo básníků                                | Jaroslav Gillar                                                     | 8. května 1970     | 7. listopadu 1970  | 3            |                                |
| 39    | Hana Hegerová                                                              | Recitál – Hana Hegerová                      | Jaroslav Gillar                                                     | 7. září 1970       | 4. září 1972       | 173          |                                |
| 40    | Ernst Raupach                                                              | Mlynář a jeho dítě                           | Jiří Menzel                                                         | 2. listopadu 1970  | 14. dubna 1972     | 84           |                                |
| 41    | Ladislav Fialka                                                            | Maličkosti (pantomima)                       | Ladislav Fialka                                                     | 16. února 1971     |                    | ?            | jako náhradní představení      |
| 42    | Maxim Gorkij                                                               | Na dně                                       | Jaroslav Gillar                                                     | 17. února 1971     | 15. února 1973     | 50           |                                |
| 43    | August Strindberg                                                          | Slečna Julie                                 | Jiří Krejčík                                                        | 3. června 1971     | 20. ledna 1973     | 56           |                                |
| 44    | Ladislav Fialka                                                            | Caprichos (pantomima)                        | Ladislav Fialka                                                     | 21. září 1971      | 20. září 1977      | 184          |                                |
| 45    | Alexandre Dumas ml.                                                        | Dáma s kaméliemi                             | Jaroslav Gillar                                                     | 29. října 1971     | 17. června 1974    | 136          |                                |
| 46    | Pierre-Augustin Caron de Beaumarchais                                      | Figarova svatba                              | Juraj Herz                                                          | 18. března 1972    | 2. prosince 1972   | 21           |                                |
| 47    | Hana Hegerová                                                              | Hana Hegerová 72                             | Ladislav Fialka                                                     | 10. dubna 1972     | 7. ledna 1978      | 172          |                                |
| 48    | Ben Jonson                                                                 | Alchymista                                   | Jiří Menzel                                                         | 19. září 1972      | 18. června 1976    | 97           |                                |
| 49    | Alexandr Nikolajevič Ostrovskij                                            | Les                                          | Jaroslav Gillar                                                     | 6. listopadu 1972  | 6. října 1974      | 69           |                                |
| 50    | Henrik Ibsen                                                               | Nora                                         | Juraj Herz                                                          | 21. března 1973    | 18. prosince 1976  | 124          |                                |
| 51    | Academici Intronati                                                        | Oklamání                                     | Jaroslav Gillar                                                     | 11. prosince 1973  | 18. září 1976      | 86           |                                |
| 52    | Aleksandr Moisejevič Volodin                                               | Pět večerů                                   | Milan Vobruba                                                       | 6. března 1974     | 6. března 1975     | 27           |                                |
| 53    | Johann Wolfgang Goethe                                                     | Clavigo                                      | Jaromil Jireš                                                       | 22. května 1974    | 14. prosince 1975  | 37           | derniéra v Sušici              |
| 54    | Ladislav Fialka                                                            | Lásky? (pantomima)                           | Ladislav Fialka                                                     | 30. září 1974      | 16. listopadu 1989 | 465          | derniéra v Komárně             |
| 55    | Alain Decaux, Alexandre Dumas                                              | Největší z mušketýrů                         | Milan Vobruba                                                       | 20. ledna 1975     | 22. ledna 1976     | 32           |                                |
| 56    | Alexandr Nikolajevič Ostrovskij                                            | Talenty a ctitelé                            | Jaroslav Chundela                                                   | 25. března 1975    | 8. listopadu 1977  | 68           |                                |
| 57    | William Shakespeare                                                        | Bouře                                        | Jaroslav Chundela                                                   | 11. listopadu 1975 | 14. června 1977    | 37           |                                |
| 59    | Carlo Gozzi                                                                | Král jelenem                                 | Evald Schorm                                                        | 17. února 1976     | 11. prosince 1979  | 100          |                                |
| 60    | Alonso Alegría                                                             | Po laně přes Niagaru                         | Evald Schorm                                                        | 21. září 1976      | 7. dubna 1978      | 49           |                                |
| 61    | Michail Bulgakov                                                           | Útěk                                         | Jaroslav Chundela                                                   | 15. října 1976     | 8. června 1978     | 50           |                                |
| 62    | Ladislav Fialka                                                            | Hry beze slov (pantomima)                    | Ladislav Fialka                                                     | 7. prosince 1976   | 30. ledna 1991     | 106          | obnovená premiéra v 1/1993     |
| 63    | Ladislav Fialka                                                            | Funambules 77 (pantomima)                    | Ladislav Fialka                                                     | 1. února 1977      | 14. února 1991     | min. 414     |                                |
| 64    | Roberto Athayde                                                            | Vyučování dony Margaridy                     | Jaroslav Chundela                                                   | 11. března 1977    | 11. ledna 1982     | 34           |                                |
| 65    | Bertolt Brecht                                                             | Don Juan                                     | Evald Schorm                                                        | 17. května 1977    | 6. ledna 1979      | 59           | obnovená premiéra 12. 12. 1979 |
| 66    | Egon Bondy                                                                 | Moře                                         | Jaroslav Chundela                                                   | 13. prosince 1977  | 21. června 1978    | 21           |                                |
| 67    | Bohumil Hrabal                                                             | Bambini di Praga                             | Evald Schorm                                                        | 6. února 1978      | 30. ledna 1981     | 191          |                                |
| 68    | Antonín Přidal                                                             | Pěnkava s loutnou                            | Jaroslav Chundela                                                   | 3. března 1978     | 9. června 1978     | 7            |                                |
| 69    | Sławomir Mrożek                                                            | Emigranti                                    | Jaroslav Chundela                                                   | 27. dubna 1978     | 28. června 1978    | 10           |                                |
| 70    | William Shakespeare                                                        | Hamlet                                       | Evald Schorm                                                        | 20. září 1978      | 8. června 1984     | 139          |                                |
| 71    | Fjodor Michajlovič Dostojevskij                                            | Bratři Karamazovi                            | Evald Schorm                                                        | 13. března 1979    | 18. června 1986    | 141          |                                |
| 72    | Georges Courteline, Jiří Krejčík                                           | Trapné návštěvy                              | Jiří Krejčík                                                        | 27. září 1979      | 25. ledna 1980     | 17           | derniéra v Č. Těšíně           |
| 73    | Michail Bulgakov                                                           | Svatá Kabala                                 | Václav Hudeček                                                      | 9. ledna 1980      | 7. ledna 1984      | 90           |                                |
| 74    | Claude Confortés                                                           | Maraton                                      | Evald Schorm                                                        | 19. září 1980      | 17. října 1986     | 176          |                                |
| 75    | Ladislav Fialka                                                            | Noss (pantomima)                             | Ladislav Fialka                                                     | 16. ledna 1981     | 23. února 1991     | min. 434     |                                |
| 76    | Bulat Okudžava                                                             | Merci                                        | Lucie Bělohradská                                                   | 4. února 1981      | 8. ledna 1983      | 58           |                                |
| 77    | Molière                                                                    | Ženich v rozpacích                           | Evald Schorm                                                        | 14. května 1981    | 2. června 1983     | 27           |                                |
| 78    | William Shakespeare                                                        | Macbeth                                      | Evald Schorm                                                        | 9. listopadu 1981  | 26. června 1984    | 59           |                                |
| 79    | Griselda Gambaro                                                           | El Campo                                     | Lucie Bělohradská                                                   | 25. března 1982    | 10. května 1984    | 35           |                                |
| 80    | Maxie Wanderová                                                            | Dobré jitro, krásko                          | Evald Schorm                                                        | 10. listopadu 1982 | 26. dubna 1985     | 53           |                                |
| 81    | Giambattista della Porta                                                   | Astrolog                                     | Evald Schorm                                                        | 19. ledna 1983     | 15. září 1989      | 218          |                                |
| 82    | Georg Büchner                                                              | Leonce a Lena                                | Alois Hajda                                                         | 22. června 1983    | 21. září 1985      | 40           |                                |
| 83    | Edward Albee                                                               | Pobřeží                                      | Lucie Bělohradská                                                   | 15. listopadu 1983 | 6. července 1988   | 133          |                                |
| 84    | Eurípidés                                                                  | Ifigenie v Aulidě                            | Jan Kačer                                                           | 7. února 1984      | 6. května 1986     | 60           |                                |
| 85    | Bohumil Hrabal                                                             | Hlučná samota                                | Evald Schorm                                                        | 7. března 1984     | 3. dubna 1991      | min. 219     |                                |
| 86    | Ladislav Fialka                                                            | Sny (pantomima)                              | Ladislav Fialka                                                     | 11. prosince 1984  | 23. června 1993    | 218          |                                |
| 87    | Roger Vitrac                                                               | Vlkodlak                                     | Jan Kačer                                                           | 10. září 1985      | 20. září 1985      | 10           |                                |
| 88    | Michail Jevgrafovič Saltykov-Ščedrin                                       | Pazuchin a…                                  | Boris Ščedrin                                                       | 18. října 1985     | 19. prosince 1989  | 183          |                                |
| 89    | Henrik Ibsen                                                               | Paní z námoří                                | Lucie Bělohradská                                                   | 3. června 1986     | 30. listopadu 1988 | 56           |                                |
| 90    | Ronald Harwood                                                             | Garderobiér                                  | Evald Schorm                                                        | 7. dubna 1987      | 17. října 1989     | 50           |                                |
| 91    | Albert Camus                                                               | Caligula                                     | Ivan Rajmont                                                        | 16. září 1987      | 28. listopadu 1991 | 108          | derniéra v Karlových Varech    |
| 92    | Anton Pavlovič Čechov                                                      | Tři sestry                                   | Boris Ščedrin                                                       | 3. prosince 1987   | 18. června 1990    | 42           |                                |
| 93    | Karel Steigerwald                                                          | Tatarská pouť                                | Ivan Rajmont                                                        | 21. června 1988    | 27. září 1991      | 78           |                                |
| 94    | Molière                                                                    | Don Juan                                     | Jan Grossman                                                        | 29. května 1989    | 9. října 1991      | 61           |                                |
| 95    | Alexandr Galin                                                             | Hvězdy na ranním nebi                        | Boris Ščedrin                                                       | 10. října 1989     | 11. března 1991    | min. 35      |                                |
| 96    | Václav Havel                                                               | Largo desolato                               | Jan Grossman                                                        | 9. dubna 1990      | 3. října 1992      | 68           | derniéra v Táboře              |
| 97    | Karel Steigerwald                                                          | Hoře, hoře, strach, oprátka a jáma           | Jan Grossman                                                        | 10. ledna 1991     | 18. května 1992    | 38           |                                |
| 98    | Ladislav Fialka                                                            | Poutník (pantomima)                          | Ladislav Fialka                                                     | 7. května 1991     | 9. listopadu 1993  | 61           |                                |
| 99    | Václav Havel                                                               | Pokoušení                                    | Jan Grossman                                                        | 20. prosince 1991  | 17. června 1994    | 83           |                                |
| 100   | Oleg Jurjev                                                                | Malý pogrom v nádražním bufetu               | Arnošt Goldflam                                                     | 7. února 1992      | 29. června 1993    | 49           |                                |
| 101   | Molière                                                                    | Don Juan                                     | Jan Grossman                                                        | 27. května 1992    | 14. června 1994    | 48           |                                |
| 102   | Ludmila Bílková, Viktor Hlobil                                             | Trosečníci (pantomima)                       | Viktor Hlobil                                                       | 20. června 1992    | 22. května 1994    | 77           |                                |
| 103   | Dario Fo                                                                   | Mysteria Buffa                               |                                                                     | 1. října 1992      | 29. listopadu 1994 | cca 22       |                                |
| 104   | Franz Werfel                                                               | Dům radosti, dům smutku                      | Arnošt Goldflam                                                     | 17. prosince 1992  | 14. května 1993    | 12           |                                |
| 105   | Alan Bennett                                                               | Kafkovo brko                                 | Jan Grossman                                                        | 22. ledna 1993     | 31. ledna 1995     | 29           |                                |
| 106   | Jan Antonín Pitínský                                                       | Pokojíček                                    | Petr Lébl                                                           | 16. května 1993    | 18. března 1994    | 19           |                                |
| 107   | Tankred Dorst                                                              | Fernando Krapp mi napsal dopis               | Petr Lébl                                                           | 15. září 1993      | 13. dubna 1996     | 36           |                                |
| 108   | Jean Genet                                                                 | Služky                                       | Petr Lébl                                                           | 12. listopadu 1993 | 19. června 1996    | 44           |                                |
| 109   | Svatopluk Mráz                                                             | Silná v zoologii                             | Jan Antonín Pitínský                                                | 19. prosince 1993  | 12. června 1995    | 29           |                                |
| 110   | Ladislav Stroupežnický                                                     | Naši naši furianti                           | Petr Lébl                                                           | 5. února 1994      | 25. června 1996    | 58           |                                |
| 111   | Anton Pavlovič Čechov                                                      | Racek                                        | Petr Lébl                                                           | 20. dubna 1994     | 12. června 1999    | 74           | natáčení ČT 8.–10. 11. 1995    |
| 112   | Viktor Hlobil                                                              | On a ti druzí (pantomima)                    | Viktor Hlobil                                                       | 28. dubna 1994     | 9. května 1994     | 3            |                                |
| 113   | Martin Crimp                                                               | Story                                        | Věra Chytilová                                                      | 6. listopadu 1994  | 15. května 1995    | 20           |                                |
| 114   | Graham Greene, Jana Návratová, Jan Antonín Pitínský                        | Jádro věci                                   | Jan Antonín Pitínský                                                | 25. listopadu 1994 | 17. května 1995    | 14           |                                |
| 115   | Nikolaj Vasiljevič Gogol                                                   | Revizor                                      | Petr Lébl                                                           | 22. února 1995     | 5. června 1998     | 66           | natáčení ČT 29.–31. 1. 96      |
| 116   | Jan Kraus                                                                  | Nahniličko                                   | Jiří Ornest                                                         | 1. dubna 1995      | 28. června 2003    | 206          |                                |
| 117   | Ľubomír Feldek                                                             | Smrt v růžovém                               | Karol Spišák                                                        | 3. května 1995     | 10. června 1999    | 31           |                                |
| 118   | John Millington Synge                                                      | Hrdina západu                                | Petr Lébl                                                           | 17. června 1995    | 13. června 1996    | 21           |                                |
| 119   | Joe Masteroff, Joe Kander, Fred Ebb                                        | Cabaret                                      | Petr Lébl                                                           | 30. listopadu 1995 | 30. června 1999    | 102          |                                |
| 120   | Alois a Vilém Mrštíkové                                                    | Maryša                                       | Vladimír Morávek                                                    | 9. února 1996      | 10. února 1996     | 2            |                                |
| 121   | Molière                                                                    | Létavý lékař                                 | Hana Burešová                                                       | 20. dubna 1996     | 17. prosince 1996  | 22           |                                |
| 122   | Thomas Bernhard                                                            | Ritter, Dene, Voss                           | Jan Antonín Pitínský                                                | 14. června 1996    | 12. února 2001     | 92           |                                |
| 123   | Oskar Nedbal                                                               | Polská krev                                  | Oto Ševčík                                                          | 23. listopadu 1996 | 16. listopadu 1997 | 10           |                                |
| 124   | Václav Havel                                                               | Ztížená možnost soustředění                  | Andrej Krob                                                         | 27. března 1997    | 22. března 1999    | 53           | natáčení ČT 29.–30. 3. 1998    |
| 125   | Anton Pavlovič Čechov                                                      | Ivanov                                       | Petr Lébl                                                           | 15. dubna 1997     | 22. března 2005    | 165          | natáčení ČT 5. 4. 1999         |
| 126   | Olja Muchinová                                                             | Táňa, Táňa                                   | Jan Antonín Pitínský                                                | 28. května 1997    | 27. března 2002    | 45           | natáčení ČT 8.–9. 3. 2002      |
| 127   | Jan Antonín Pitínský                                                       | Matka                                        | Petr Lébl                                                           | 26. června 1997    | 29. června 1999    | 22           | hráno v Eliadově knihovně      |
| 128   | Jan Antonín Pitínský                                                       | Buldočina                                    | Bohumil Klepl                                                       | 6. listopadu 1997  | 18. listopadu 1998 | 19           | hráno v Eliadově knihovně      |
| 129   | Stanisław Wyspiański                                                       | Wesele                                       | Petr Lébl                                                           | 24. února 1998     | 22. října 1998     | 13           |                                |
| 130   | Daniil Charms                                                              | Jelizaveta Bam                               | Jiří Pokorný                                                        | 3. dubna 1998      | 10. června 2002    | 23           | hráno v Eliadově knihovně      |
| 131   | István Örkény                                                              | Kočičí hra                                   | Petr Lébl                                                           | 23. května 1998    | 11. května 2001    | 68           |                                |
| 132   | Graham Greene                                                              | Smíme si vypůjčit vašeho manžela?            | Jan Nebeský                                                         | 3. června 1998     | 9. listopadu 1999  | 8            | hráno v Eliadově knihovně      |
| 133   | Christo Bojčev                                                             | Plukovník pták                               | Petr Lébl                                                           | 9. prosince 1998   | 24. července 2000  | 44           | derniéra v italském Cividale   |
| 134   | Thomas Bernhard                                                            | Divadelník                                   | Jan Antonín Pitínský                                                | 16. února 1999     | 4. března 2002     | 61           |                                |
| 135   | Ladislav Smoljak                                                           | Malý říjen                                   | Ladislav Smoljak                                                    | 15. dubna 1999     | 4. prosince 2004   | 126          |                                |
| 136   | Leonid Nikolajevič Andrejev                                                | Psí valčík                                   | Arnošt Goldflam                                                     | 30. dubna 1999     | 5. dubna 2000      | 17           |                                |
| 137   | Anton Pavlovič Čechov                                                      | Strýček Váňa                                 | Petr Lébl                                                           | 14. října 1999     | 28. května 2008    | 166          | natáčení ČT říjen 2000         |
| 138   | Jiří Ornest                                                                | Tragédie mstitele                            | Jiří Ornest                                                         | 11. ledna 2000     | 6. prosince 2003   | 76           |                                |
| 139   | Alexandr Nikolajevič Ostrovskij                                            | Výnosné místo                                | Sergej Pavlovič Fedotov                                             | 22. dubna 2000     | 14. prosince 2001  | 29           |                                |
| 140   | František Vlček st.                                                        | Pytlákova schovanka                          | Ivan Voříšek                                                        | 17. června 2000    | 17. června 2000    | 2            | hráno v Eliadově knihovně      |
| 141   | Vratislav Effenberger                                                      | Předjaří                                     | Blažej Ingr                                                         | 12. listopadu 2000 | 25. listopadu 2001 | 9            | hráno v Eliadově knihovně      |
| 142   | Friedrich Schiller                                                         | Úklady a láska                               | Jan Antonín Pitínský                                                | 30. listopadu 2000 | 11. března 2002    | 26           |                                |
| 143   | Sarah Kane                                                                 | Vyčištěno                                    | Pavel Baďura                                                        | 14. ledna 2001     | 19. května 2001    | 4            | hráno v Eliadově knihovně      |
| 144   | Jean-Claude Carrière                                                       | Terasa                                       | Jiří Pokorný                                                        | 2. února 2001      | 18. června 2004    | 73           | natáčení ČT leden 2003         |
| 145   | Jane Bowles                                                                | V altánu                                     | Jiří Ornest                                                         | 5. dubna 2001      | 25. dubna 2003     | 37           |                                |
| 146   | Egon Tobiáš, Jan Nebeský, Martin Dohnal                                    | Je suis                                      | Jan Nebeský                                                         | 27. října 2001     | 27. listopadu 2003 | 22           |                                |
| 147   | George Tabori                                                              | Balada o vídeňském řízku                     | Jiří Pokorný                                                        | 4. prosince 2001   | 25. února 2003     | 29           |                                |
| 148   | David Harrower                                                             | Nože ve slepicích                            | Jan Antonín Pitínský                                                | 5. dubna 2002      | 17. června 2003    | 29           |                                |
| 149   | Dorothy Lane                                                               | Happy end                                    | Jiří Ornest                                                         | 24. května 2002    | 27. dubna 2004     | 36           | derniéra v Jablonci n. N.      |
| 150   | Michael Mackenzie                                                          | Baronka a služka                             | Peter Gábor                                                         | 25. října 2002     | 20. února 2004     | 44           |                                |
| 151   | Thomas Bernhard                                                            | Náměstí hrdinů                               | Juraj Nvota                                                         | 3. dubna 2003      | 28. června 2006    | 47           |                                |
| 152   | David Gieselmann                                                           | Pan Kolpert                                  | Jiří Pokorný                                                        | 22. května 2003    | 3. března 2008     | 59           |                                |
| 153   | Roland Schimmelpfennig                                                     | Push-up 1-3                                  | Jiří Pokorný                                                        | 24. června 2003    | 27. dubna 2007     | 57           |                                |
| 154   | Liz Lochhead                                                               | Perfect days                                 | Alice Nellis                                                        | 7. listopadu 2003  | 22. června 2010    | 179          |                                |
| 155   | David Greig                                                                | Kosmonautův poslední vzkaz                   | Juraj Nvota                                                         | 18. prosince 2003  | 23. ledna 2006     | 29           |                                |
| 156   | István Tasnádi                                                             | Veřejný nepřítel                             | Jakub Krofta                                                        | 12. března 2004    | 14. června 2004    | 9            |                                |
| 157   | Gabriela Preissová                                                         | Gazdina roba                                 | Jiří Pokorný                                                        | 16. května 2004    | 16. října 2009     | 90           |                                |
| 158   | Brian Friel                                                                | Afterplay                                    | Jiří Pokorný                                                        | 10. září 2004      | 4. března 2005     | 14           |                                |
| 159   | Ellen Maddow                                                               | Malovaný had v namalovaném křesle            | Thomas Zielinski                                                    | 9. října 2004      | 9. října 2004      | 1            |                                |
| 160   | Ernst Jandl                                                                | Z cizoty                                     | Jan Nebeský                                                         | 16. října 2004     | 22. listopadu 2007 | 50           |                                |
| 161   | Fritz Kater                                                                | Včas milovat včas umírat                     | Jiří Pokorný                                                        | 4. listopadu 2004  | 3. března 2005     | 13           |                                |
| 162   | David Eldridge                                                             | Pod modrým nebem                             | Michal Dočekal                                                      | 10. ledna 2005     | 26. května 2007    | 53           |                                |
| 163   | David Radok, Josef Kroutvor                                                | Popis jednoho zápasu                         | David Radok                                                         | 12. března 2005    | 16. prosince 2005  | 16           |                                |
| 164   | Victor Lodato                                                              | Poslední pomazánka (The Eviction)            | Jiří Ornest                                                         | 10. dubna 2005     | 19. prosince 2006  | 30           |                                |
| 165   | Marek Horoščák, Jiří Pokorný                                               | W. zjistil, že válka je v něm (ČSJ 2005)     | Jiří Pokorný                                                        | 24. dubna 2005     | 22. února 2006     | 9            |                                |
| 166   | Michal Hvorecký                                                            | Plyš (ČSJ 2005)                              | SKUTR                                                               | 22. května 2005    | 15. října 2005     | 6            |                                |
| 167   | Iva Volánková, Valéria Schulzová                                           | Barbíny (ČSJ 2005)                           | Valéria Schulzová                                                   | 29. května 2005    | 16. října 2005     | 6            |                                |
| 168   | Miloš Urban                                                                | Nože a růže (ČSJ 2005)                       | David Czesany                                                       | 25. června 2005    | 28. března 2006    | 8            |                                |
| 169   | Anton Pavlovič Čechov                                                      | Platonov je darebák!                         | Jiří Pokorný                                                        | 25. listopadu 2005 | 20. června 2014    | 111          |                                |
| 170   | Lenka Lagronová                                                            | Etty Hillesum (ČSJ 2006)                     | Jan Nebeský                                                         | 12. března 2006    | 23. ledna 2007     | 14           |                                |
| 171   | Robert Blanda                                                              | Nám můžete věřit (ČSJ 2006)                  | Jiří Pokorný                                                        | 9. dubna 2006      | 6. června 2006     | 8            |                                |
| 172   | Alice Nellis                                                               | Záplavy (ČSJ 2006)                           | Alice Nellis                                                        | 14. května 2006    | 24. ledna 2007     | 21           |                                |
| 173   | William Shakespeare                                                        | Troilus a Kressida                           | Jiří Pokorný                                                        | 27. listopadu 2006 | 8. dubna 2008      | 19           |                                |
| 174   | Daniel Besse                                                               | Ředitelé                                     | Mária Záchenská                                                     | 21. prosince 2006  | 28. března 2011    | 84           |                                |
| 175   | Milan Uhde                                                                 | Zázrak v černém domě (ČSJ 2007)              | Juraj Nvota                                                         | 9. března 2007     | 30. října 2013     | 92           |                                |
| 176   | Michał Walczak                                                             | Pískoviště                                   | Jiří Pokorný                                                        | 12. dubna 2007     | 6. června 2014     | 86           | hráno v Eliadově knihovně      |
| 177   | Jiří Pokorný                                                               | Milada (ČSJ 2007)                            | Jiří Ornest                                                         | 18. května 2007    | 2. prosince 2010   | 58           |                                |
| 178   | Jáchym Topol                                                               | Cesta do Bugulmy (ČSJ 2007)                  | Jiří Pokorný                                                        | 15. června 2007    | 18. listopadu 2008 | 19           |                                |
| 179   | David Greig                                                                | Pyreneje                                     | Jiří Ornest                                                         | 7. listopadu 2007  | 30. března 2009    | 23           |                                |
| 180   | Adam Rapp                                                                  | Hodinová hra                                 | Zdeněk Janáček                                                      | 12. ledna 2008     | 1. června 2008     | 10           | hráno v Eliadově knihovně      |
| 181   | Ingmar Bergman                                                             | Sarabanda                                    | Jiří Pokorný                                                        | 24. ledna 2008     | 16. dubna 2012     | 50           |                                |
| 182   | Friedrich Dürrenmatt                                                       | Komplic                                      | David Czesany                                                       | 18. března 2008    | 30. listopadu 2013 | 79           |                                |
| 183   | Henrik Ibsen                                                               | Arnie má problém                             | Jan Nebeský                                                         | 23. května 2008    | 27. dubna 2009     | 18           |                                |
| 184   | Nikolaj Koljada                                                            | Polonéza Ogiňského                           | Jan Frič                                                            | 15. října 2008     | 17. března 2009    | 10           |                                |
| 185   | Jean-Luc Lagarce                                                           | My, hrdinové                                 | Juraj Nvota                                                         | 18. prosince 2008  | 30. ledna 2010     | 18           |                                |
| 186   | Per Olov Enquist                                                           | Blanche a Marie                              | Jan Nebeský                                                         | 21. února 2009     | 25. listopadu 2010 | 24           |                                |
| 187   | Gemma Rodríguezová                                                         | 35,4 vypadáme jako blbci                     | Jaroslava Šiktancová                                                | 4. dubna 2009      | 30. listopadu 2009 | 9            |                                |
| 188   | Kelly McAllister                                                           | Cesta hořícího muže                          | Mária Záchenská                                                     | 27. května 2009    | 30. března 2011    | 53           |                                |
| 189   | zápis ze soudního procesu s V. Havlem                                      | Podněcování a trest                          | Jiří Ornest                                                         | 17. června 2009    | 18. června 2010    | 16           |                                |
| 190   | Molière a kol.                                                             | Tartuffe games                               | Jan Frič                                                            | 30. října 2009     | 17. září 2014      | 72           |                                |
| 191   | Arnošt Goldflam                                                            | Jeden den                                    | Pavel Šimčík, Arnoš Goldflam                                        | 15. listopadu 2009 | 6. října 2010      | 7            | hráno v Eliadově knihovně      |
| 192   | Ladislav Smoljak                                                           | Hus: alia minora kostnického koncilu         | Ladislav Smoljak                                                    | 26. listopadu 2009 | 5. dubna 2010      | 9            |                                |
| 193   | Fritz Kater                                                                | A tančit!                                    | Jo-Anna Hamann                                                      | 19. prosince 2009  | 22. prosince 2010  | 12           |                                |
| 194   | Jiří Havelka a kol.                                                        | Ubu se baví                                  | Jiří Havelka                                                        | 22. února 2010     | 23. června 2016    | 105          |                                |
| 195   | David Gieselmann, Klaus Schumacher                                         | Louis a Louisa                               | Juraj Nvota                                                         | 16. dubna 2010     | 10. prosince 2012  | 55           |                                |
| 196   | Dorota Masłowska                                                           | Dva chudáci Rumuni, co…                      | David Peimer                                                        | 3. června 2010     | 12. května 2011    | 14           |                                |
| 197   | Joe Penhall, Falk Richter, Viliam Klimáček, David Gieselmann, David Drábek | Nebe nepřijímá                               | Martina Schlegelová, David Czesany, Marián Amsler, Thomas Zielinski | 21. září 2010      | 3. prosince 2011   | 22           | premiéra na letišti Ruzyně     |
| 198   | Radka Denemarková                                                          | Spací vady                                   | Slobodanka Radun                                                    | 18. října 2010     | 7. prosince 2012   | 32           |                                |
| 199   | Roland Schimmelpfennig                                                     | Ambrózie                                     | David Czesany                                                       | 17. prosince 2010  | 13. listopadu 2013 | 40           |                                |
| 200   | Euripidés a kol.                                                           | Orestek                                      | Jan Frič                                                            | 11. března 2011    | 11. února 2012     | 16           |                                |
| 201   | Miroslav Bambušek                                                          | Česká válka                                  | David Czesany                                                       | 20. května 2011    | 9. března 2013     | 26           |                                |
| 202   | Jiří Pokorný                                                               | Domov můj                                    | David Czesany                                                       | 21. října 2011     | 9. ledna 2013      | 28           |                                |
| 203   | Lucie Ferenzová                                                            | Kolonie                                      | Lucie Ferenzová                                                     | 17. listopadu 2011 | 18. června 2012    | 11           |                                |
| 204   | Václav Havel                                                               | Asanace                                      | David Czesany                                                       | 13. ledna 2012     | 5. prosince 2014   | 61           |                                |
| 205   | Egon Tobiáš                                                                | Denně                                        | Jan Nebeský                                                         | 9. března 2012     | 31. října 2014     | 37           | 1. 11. 2014 ČT přímý přenos    |
| 206   | Ezra Pound                                                                 | Cantos                                       | Miroslav Bambušek                                                   | 18. května 2012    | 11. října 2013     | 13           |                                |
| 207   | Nathanael West, David Jařab                                                | Osamělá srdce                                | David Jařab                                                         | 30. října 2012     | 7. října 2013      | 15           |                                |
| 208   | Bertolt Brecht                                                             | Život Galileiho                              | David Czesany                                                       | 21. prosince 2012  | 31. ledna 2014     | 17           |                                |
| 209   | Anton Pavlovič Čechov                                                      | Višňový sad                                  | Jan Frič                                                            | 1. května 2013     | 22. listopadu 2014 | 29           |                                |
| 210   | Josef Neuberg, František Vlček                                             | Dnes naposled                                | David Czesany                                                       | 21. června 2013    | 13. prosince 2013  | 6            |                                |
| 211   | Jiří Voskovec, Jan Werich, Jan Mikulášek, Dora Viceníková                  | Korespondence V+W                            | Jan Mikulášek                                                       | 16. září 2013      | 27. června 2023    | 200          |                                |
| 212   | Pavel Juráček                                                              | Zlatá šedesátá                               | Jan Mikulášek                                                       | 20. září 2013      | hraje se           |              | natáčení ČT 16.–17. 11. 2014   |
| 213   | Patrik Ouředník                                                            | Europeana                                    | Jan Mikulášek                                                       | 28. září 2013      | hraje se           |              |                                |
| 214   | Jan Mikulášek, Dora Viceníková                                             | Buržoazie                                    | Jan Mikulášek                                                       | 4. října 2013      | 21. listopadu 2017 | 27           |                                |
| 215   | Lev Nikolajevič Tolstoj, Armin Petras                                      | Anna Karenina                                | Daniela Špinar                                                      | 14. října 2013     | 12. prosince 2017  | 35           |                                |
| 216   | Miloš Orson Štědroň                                                        | Divadlo Gočár                                | Jan Nebeský                                                         | 18. října 2013     | 6. října 2015      | 14           |                                |
| 217   | Franz Kafka                                                                | Kabaret Kafka                                | Daniel Špinar                                                       | 25. října 2013     | 30. října 2015     | 13           |                                |
| 218   | Jan Mikulášek, Dora Viceníková                                             | Šedá sedmdesátá                              | Jan Mikulášek                                                       | 1. listopadu 2013  | 20. ledna 2016     | 31           | pilotní pořad ČT Art           |
| 219   | Guillermo Rosales                                                          | Boarding Home – maximálně hořký              | Jan Antonín Pitínský                                                | 21. února 2014     | 1. října 2014      | 12           |                                |
| 220   | Jiří Havelka a kol.                                                        | Šílenství                                    | Jiří Havelka                                                        | 18. dubna 2014     | 24. listopadu 2015 | 20           |                                |
| 221   | Miloš Orson Štědroň                                                        | Velvet Havel                                 | Jan Frič                                                            | 2. května 2014     | 17. listopadu 2021 | 134          | 1. 9. 2014 ČT přímý přenos     |
| 222   | Albert Camus                                                               | Cizinec                                      | Jan Mikulášek                                                       | 13. června 2014    | 30. října 2021     | 63           |                                |
| 223   | Jan Mikulášek, Dora Viceníková                                             | Požitkáři                                    | Jan Mikulášek                                                       | 24. října 2014     | hraje se           |              |                                |
| 224   | Daniil Charms                                                              | Báby                                         | Anna Petrželková                                                    | 12. prosince 2014  | 15. listopadu 2017 | 38           |                                |
| 225   | Viktor Bodó, Júlia Róbert                                                  | Anamnéza                                     | Rastislav Ballek                                                    | 24. dubna 2015     | 22. listopadu 2021 | 47           |                                |
| 226   | Boris Leonidovič Pasternak                                                 | Doktor Živago                                | Jan Mikulášek                                                       | 22. května 2015    | 10. června 2015    | 8            |                                |
| 227   | Jan Mikulášek, Dora Viceníková                                             | Hamleti                                      | Jan Mikulášek                                                       | 13. listopadu 2015 | hraje se           |              |                                |
| 228   | Miloš Orson Štědroň                                                        | Krásné psací stroje!                         | Jiří Havelka                                                        | 19. února 2016     | 13. listopadu 2018 | 33           |                                |
| 229   | Jan Mikulášek, Dora Viceníková                                             | Posedlost                                    | Jan Mikulášek                                                       | 30. dubna 2016     | 19. března 2022    | 39           |                                |
| 230   | Ivan Alexandrovič Gončarov, Martin Františák                               | Óm jako Oblomov                              | Jan Frič                                                            | 10. června 2016    | 28. října 2016     | 6            |                                |
| 231   | William Shakespeare, David Jařab                                           | Macbeth – Too Much Blood                     | David Jařab                                                         | 7. dubna 2017      | hraje se           |              |                                |
| 232   | Hans Christian Andersen a kol.                                             | AnderSen                                     | Jan Mikulášek                                                       | 2. června 2017     | 20. prosince 2018  | 24           |                                |
| 233   | Kaspar Colling Nielsen, Adam Svozil, Kristýna Kosová                       | Dánská občanská válka 2018–24                | Adam Svozil, Kristýna Kosová                                        | 15. prosince 2017  | 30. května 2019    | 19           |                                |
| 234   | Thomas Bernhard                                                            | Mýcení                                       | Jan Mikulášek                                                       | 16. března 2018    | hraje se           |              |                                |
| 235   | David Jařab                                                                | Dobří chlapci                                | David Jařab                                                         | 8. června 2018     | 14. února 2020     | 21           |                                |
| 236   | Arthur Conan Doyle, David Jařab                                            | Podivuhodný případ pana Holmese              | David Jařab                                                         | 5. října 2018      | 17. června 2024    | 38           |                                |
| 237   | Ingmar Bergman, Jan Mikulášek                                              | Persony                                      | Jan Mikulášek                                                       | 6. prosince 2018   | hraje se           |              |                                |
| 238   | David Jařab                                                                | Ladies no Gentlemen                          | David Jařab                                                         | 8. března 2019     | 17. června 2019    | 9            |                                |
| 239   | David Foster Wallace, Adam Svozil, Kristýna Jankovcová                     | Krátké rozhovory s odpornými muži            | Adam Svozil, Kristýna Jankovcová                                    | 18. října 2019     | 10. září 2021      | 12           |                                |
| 240   | David Jařab                                                                | Tajný agent                                  | David Jařab                                                         | 17. prosince 2019  | 20. června 2022    | 18           |                                |
| 241   | Petr Erbes, Boris Jedinak                                                  | Kyjem po kebuli                              | Petr Erbes, Boris Jedinák                                           | 21. února 2020     | 24. listopadu 2021 | 12           |                                |
| 242   | Jaroslav Žváček                                                            | Zlatá pláž                                   | Jan Prušinovský                                                     | 16. dubna 2020     | 11. června 2022    | 22           |                                |
| 243   | 8 lidí                                                                     | Kleopatra                                    | Petr Erbes, Boris Jedinák                                           | 4. června 2021     | 25. září 2022      | 16           |                                |
| 244   | Jan Mikulášek, Boris Jedinák                                               | Ahoj vesmíre!                                | Jan Mikulášek                                                       | 30. června 2021    | 21. června 2022    | 17           |                                |
| 245   | Honoré de Balzac                                                           | Ztracené iluze                               | Jan Mikulášek                                                       | 3. září 2021       | hraje se           |              |                                |
| 246   | David Jařab                                                                | Freudovo pozdní odpoledne                    | David Jařab                                                         | 22. října 2021     | hraje se           |              |                                |
| 247   | Peter Handke                                                               | Zdeněk Adamec + sebeobviňování               | Dušan David Pařízek                                                 | 2. prosince 2021   | 6. prosince 2022   | 23           |                                |
| 248   | Jan Mikulášek, Dora Štědroňová                                             | Obscura                                      | Jan Mikulášek                                                       | 12. března 2022    | 8. června 2023     | 22           |                                |
| 249   | Petr Erbes, Boris Jedinák                                                  | Discoland                                    | Petr Erbes, Boris Jedinák                                           | 29. dubna 2022     | hraje se           |              |                                |
| 250   | Rosa Liksom                                                                | Medvěd s motorovou pilou                     | Jan Mikulášek                                                       | 4. listopadu 2022  | hraje se           |              |                                |
| 251   | Daňa Horáková                                                              | O Pavlovi                                    | Anna Klimešová                                                      | 28. dubna 2023     | hraje se           |              |                                |
| 252   | Lev Nikolajevič Tolstoj, Armin Petras                                      | Vzkříšení                                    | Jan Mikulášek                                                       | 16. června 2023    | hraje se           |              |                                |
| 253   | Kolektiv DNz                                                               | Bar                                          | Petr Erbes, Boris Jedinák                                           | 4. června 2023     | hraje se           |              |                                |
| 254   | Michel Houellebecq, Bernard-Henri Lévy                                     | Veřejní nepřátelé                            | Jan Mikulášek                                                       | 27. října 2023     | hraje se           |              |                                |
| 255   | Jiří Jelínek a Tereza Lexová                                               | Franz a kavka                                | Jiří Jelínek                                                        | 26. ledna 2024     | hraje se           |              | hráno v Eliadově knihovně      |
| 256   | Pavel Klusák, Dora Štědroňová, Jan Mikulášek, Martin Kyšperský             | Uvnitř banánu                                | Jan Mikulášek                                                       | 2. února 2024      | hraje se           |              |                                |
| 257   | Anton Pavlovič Čechov                                                      | Racek                                        | Jiří Havelka                                                        | 20. března 2024    | hraje se           |              |                                |
| 258   | Petr Erbes a Boris Jedinák                                                 | Bůh v Las Vegas                              | Petr Erbes a Boris Jedinák                                          | 5. června 2024     | hraje se           |              |                                |
| 259   | Jan Mikulášek, Petr Erbes a kol.                                           | Ej Áj                                        | Jan Mikulášek                                                       | 8. listopadu 2024  | hraje se           |              |                                |
| 260   | Jan Mikulášek, Dora Štědroňová a kol.                                      | Šubyduby                                     | Jan Mikulášek                                                       | 2. prosince 2024   | hraje se           |              |                                |